# Mysticons
Mysticons è una serie televisiva animata canadese-statunitense del 2017 creata da Sean Jara e prodotta da Topps Animation, Corus Entertainment e Nelvana.

## Trama
Quattro ragazze che vivono in una città chiamata Gemina, sconfiggono il male insieme: sono Arakayna, Zarya, Emerald e Piper.

## Episodi
| Stagione         | Episodi | Prima TV USA | Prima TV Italia |
| ---------------- | ------- | ------------ | --------------- |
| Prima stagione   | 20      | 2017         | 2017-2018       |
| Seconda stagione | 20      | 2018         | TBA             |